# 카오 끄라동 스타디움
부리람 시티 스타디움 또는 카오 끄라동 스타디움(태국어: สนามกีฬาเขากระโดง)은 태국 부리람주에 위치한 축구 전용 경기장으로 수용 인원은 8,000명이다. 부리람 유나이티드 B의 홈 구장으로 사용되고 있다.